# Тісуль (смт)
Тісу́ль (рос. Тисуль) — селище міського типу, адміністративний центр Тісульського округу Кемеровської області, Росія.

## Географія
Це одне з найтепліших міст Кемеровської області. Внаслідок особливостей рельєфу та експозиції гірських схилів в зимовий час тут періодично дмуть фенові вітри, що істотно підвищують температуру повітря та зменшують відносну вологість. Так, 9 січня 2015 року о 13 годині температура в селищі підвищилася до +7.4 градусів. При цьому Тісуль розташований на широті Москви (близько 55° пн.ш).

## Історія
Населений пункт заснований на лівому березі річки Тісулька в 1783 році як село Тісульське Дмитрівської волості Маріїнського повіту Томської губернії. Зростання села пов'язане з розвитком в Маріїнській тайзі золотодобування. Після будівництва церкви отримало статус села. Була спроба назвати село Троїцьким або Тісульсько-Троїцьким по найменуванню парафії. З 1856 року село Тісульське стає центром Дмитрівської волості.
У 1859 році в селі Тісуль проживало 948 мешканців, 120 господарств; в 1911 році — 3743 мешканця, 557 господарств. Працювали дві олійниці, 3 шкіряних заводи, церква, двокласне училище, лікарня, аптека, поштове відділення, волость, сільська збірна, камера мирового судді, резиденція лісничого та поліцейського урядника.
З 1920 по 1924 роки — центр Тісульської волості. У 1959 році перетворене в селище міського типу. На 1968 рік у селищі проживало 8,4 тис. мешканців.

## Населення
Населення — 9049 осіб (2010; 9484 у 2002).